# Brunsopp
Brunsopp (Imleria badia, svenskt nylatinskt uttal IPA /imˈleːria ˈbɑːdia/) är en sopp som tillhör familjen Boletaceae.

## Beskrivning
Brunsoppen är en stor och kraftig sopp och hatten blir upp till 15 cm i diameter. Hatthuden är mörkt brun och klibbig i väta (ett bra kännetecken). Porerna är först vita, senare gulare och blånar ofta vid beröring. Foten är brunaktig, slät eller skrovlig, men saknar ådernät. Köttet är vitt till gulaktigt och blånar här och där i snittytor, företrädesvis i hatten. Brunsoppen är ganska enkel att känna igen på sin klibbiga hatt i väta, sitt ljusa kött och avsaknaden av ådernät (vilket skiljer den från de annars något snarlika ädelsopparna av släktet Boletus). Aureoboletus moravicus (ej säkert funnen i Sverige) kan likna brunsoppen, men dess kött blånar ej i snittytor. Brunsoppen angrips ganska sällan av larver.

## Utbredning och systematik

### Utbredning
Brunsoppen har en holarktisk utbredning. I Europa är den allmän och vitt utbredd. I Sverige är den spridd och tämligen allmän i Götaland, Svealand och Norrlandskusten. I Danmark är den allmän, likaså i låglandet i södra Norge (endast några få fynd norrut från Trondheim) och i Finland förekommer den längst i sydväst

### Besläktade arter och högretaxa
Familjen Boletaceae, som brunsoppen tillhör har visat sig innehålla många polyfyletiska grupper, och dess taxonomi revideras fortlöpande. År 2013 gjordes sannolikt, att runsoppens systerklad innehåller arten som då kallades Boletus pallidus; de har nu sammaförst i släktet Imleria.

## Ekologi

### Levnadssätt
Brunsoppen bildar ektomykorrhiza främst med barrträd (tallar, granar), men sällsynt även med lövträd (ekar och bokar). 

### Habitat och biotop
I Sverige uppträder den främst i tallskog, där man ofta finner fruktkroppar kring (ibland på) stubbar.

## Nomenklatur‐ och forskningshistoria
Brunsoppen beskrevs av Elias Fries, först som underarten Boletus castaneus ß badius 1818, sedan som arten Boletus badius 1821 och slutligen som varieteten Boletus castaneus var. badius 1828.. Den har därefter förts till allehanda släkten av olika auktorer, viktigast av dessa kombinationer har varit Edouard-Jean Gilberts flytt till Xerocomus 1931 och Alfredo Vizzinis flytt till det nya släktet Imleria 2014.

## Artnamnets och trivialnamnets etymologier

### Vetenskapligaartnamnetsetymologi
För släktnamnets etymologi, se Imleria. Artepitetet badia (femininum av badius) betecknar en färg som motsvarar ungefär ”rödbrun”/”kastanjebrun”; oftast använd om hästar. Inom botanik motsvarar badius ”rödbrun”/”chokladbrun”.

### Trivialnamn
Ordet ”sopp” är en kognat till ”svamp”, som har västlig utbredning i nordiska språkliga varieteter; ‑mp‐ har assimilerats till ‑pp‑.

## Brunsoppen och människan

### Matsvamp
Brunsoppen anses vara en god matsvamp.

### Hälsofarlig metallanrikning
Efter Tjernobylolyckan 1986 konstaterades att den radioaktiva isotopen cesium-137 anrikades kraftigt av brunsoppar i Europa. Den uppges också bioackumulera kobolt, nickel och kvicksilver.[källa behövs]

## Bildgalleri

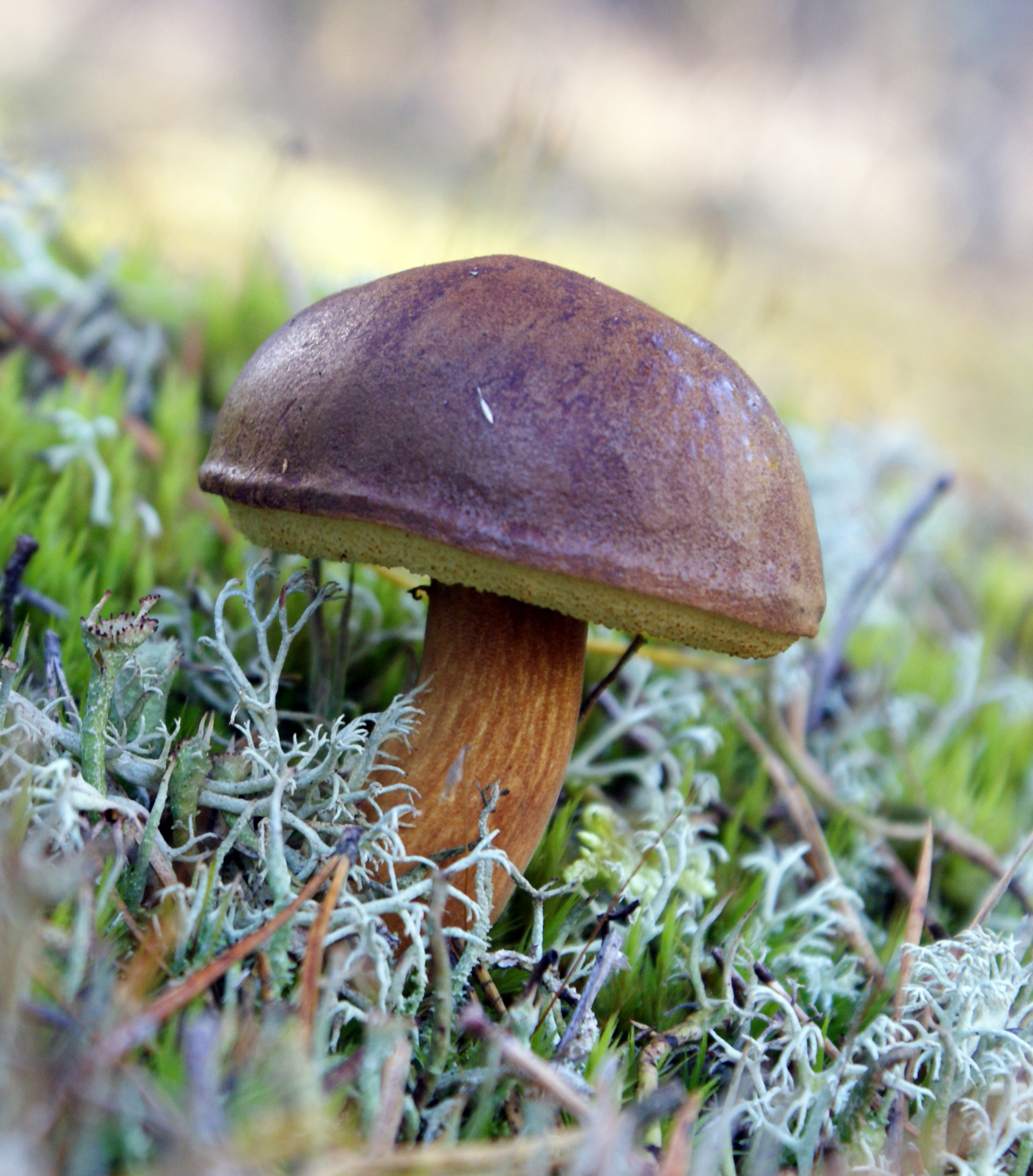